# Каутер, Фабиан
Фабиан Каутер (нем. Fabian Kauter, р.22 сентября 1985) — швейцарский фехтовальщик-шпажист, чемпион Европы, призёр чемпионатов мира. Сын олимпийского призёра Кристиана Каутера (род. 1947), младший брат Михеля Каутера (род. 1979).

## Биография
Родился в 1985 году в Берне. Сначала занимался футболом, но ряд травм вынудили его сменить спорт, и в 10 лет он занялся фехтованием. В 2004 году стал чемпионом Европы. На чемпионате Европы 2007 года завоевал бронзовую медаль. В 2009 году стал обладателем серебряной медали чемпионата Европы. В 2011 году завоевал две бронзовые медали чемпионата мира. В 2012 году стал чемпионом Европы, а на Олимпийских играх в Лондоне занял 10-е место в личном зачёте.
В 2013 году завоевал золотую медаль чемпионата Европы и бронзовую медаль чемпионата мира, в 2014 году повторил этот результат. В 2015 году стал бронзовым призёром чемпионатов Европы и мира.
Помимо спорта Фабиан Каутер также является музыкальным исполнителем с псевдонимом «YuRi». В 2009 году у него вышел первый альбом Summer in Sibirie, за которым в 2012 году последовал Kopf über Wasser.
Проходит службу в Федеральном департаменте обороны, гражданской обороны и спорта. В 2013 году Фабиан Каутер стал сооснователем краудфандинговой платформы «I believe in you», направленной на поддержку спортивных проектов в Швейцарии.